# Shimotsuke (Tochigi)
Pour les articles homonymes, voir Shimotsuke.
Shimotsuke (下野市, Shimotsuke-shi) est une ville de la préfecture de Tochigi au Japon.

## Géographie

### Situation
Shimotsuke est située dans le sud de la préfecture de Tochigi.

### Municipalités limitrophes
| Mibu    | Utsunomiya | Kaminokawa |
| Mibu    | Shimotsuke | Kaminokawa |
| Tochigi | Oyama      | Mooka      |

### Démographie
Le 1er novembre 2017, la ville de Shimotsuke comptait 60 328 habitants pour une superficie de 74,59 km2 soit une densité de 809 hab./km2,.

### Climat
Shimotsuke a un climat continental humide caractérisé par des étés chauds et des hivers froids avec de fortes chutes de neige. La température moyenne annuelle est de 13,9 °C. La pluviométrie annuelle moyenne est de 1 373 mm, septembre étant le mois le plus humide.

## Histoire
La ville de Shimotsuke a été créée le 10 janvier 2006 à la suite de la fusion des anciens bourgs de Minamikawachi, Kokubunji et Ishibashi.

## Transports
Shimotsuke est desservie par la ligne Utsunomiya de la JR East.

## Jumelage
- Dietzhölztal (Allemagne) depuis le 1er octobre 2009[4].